# Mara (Iêmen)

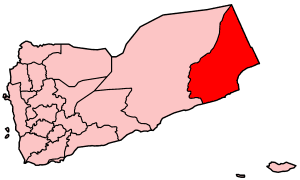
Localização no Iêmen

Mara (em árabe: المهرة; romaniz.: Mahra) é uma província (moafaza) do Iêmen. Em janeiro de 2004 possuía uma população de 89.093 habitantes. Sua capital é Al Ghaydah. Além do árabe, uma língua moderna da Arábia do Sul é falada em Mara, o mehri.